# Fort Griffon
Le fort Griffon de Besançon est un fort réduit, monument militaire datant du XVIIe siècle inscrit sur la liste du patrimoine mondial de l'UNESCO au titre du « Réseau des sites majeurs de Vauban ».

## Construction (1680-1684)

### Contexte et construction

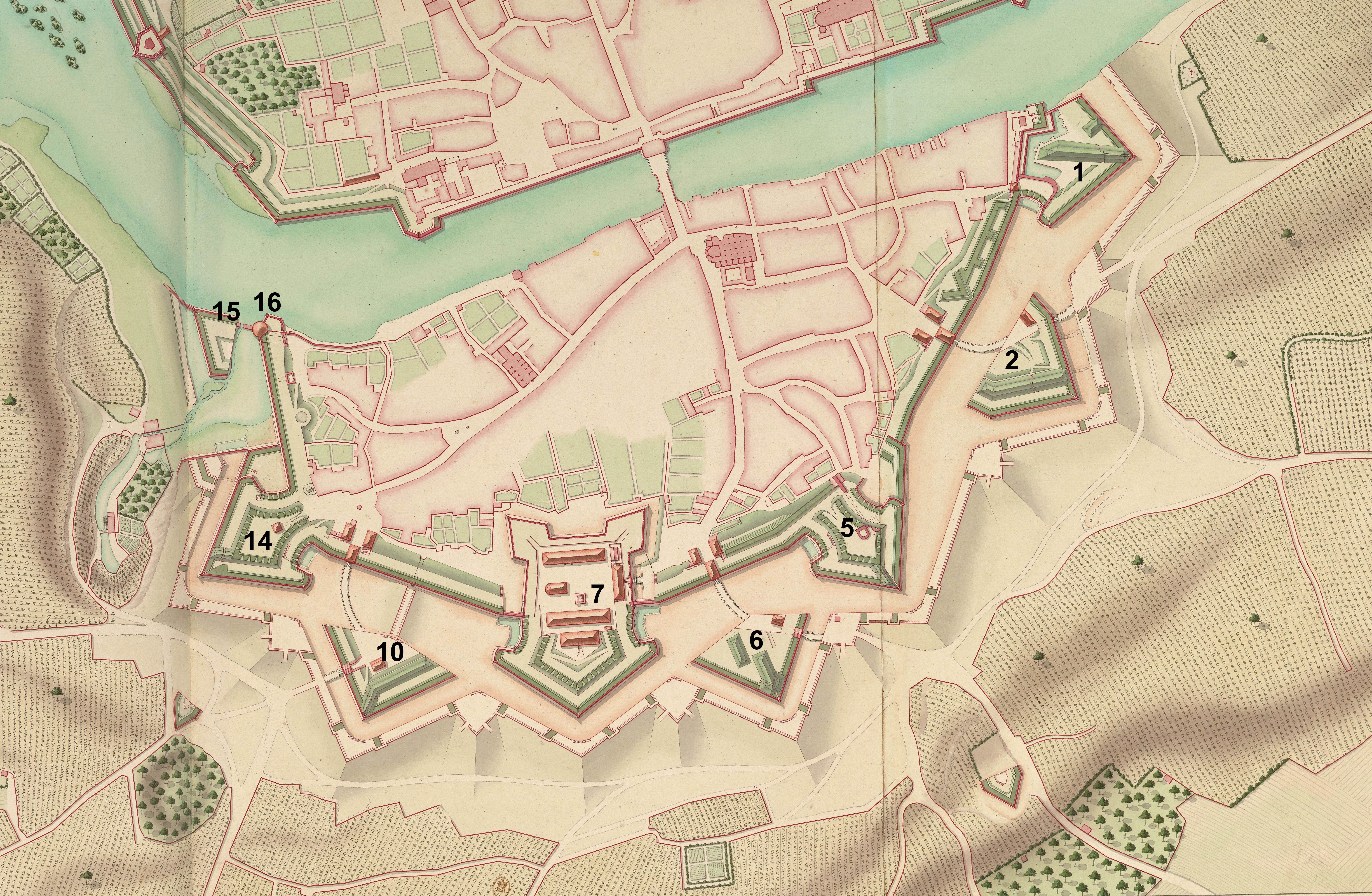
Le fort (7) au sein du front Battant.

À partir de 1677, Vauban, selon ses plans, confie à l'ingénieur Montille la tâche de raser l'ancienne enceinte Battant et d'en construire une neuve.
Cette nouvelle enceinte étant à l'opposé de la citadelle, Vauban décide de réserver un bastion pour y construire un fort réduit, bastion également fortifié côté ville et doté de casernements pour renforcer la défense de ce front à l'opposé de la citadelle et pouvoir mater la ville en cas de soulèvement.
Les travaux de construction du fort vont se dérouler de 1680 à 1684, sous la direction de l'ingénieur Montille comme pour le front Battant. Il doit son nom à un ouvrage plus ancien, bastion construit à l'époque espagnole en 1595 par un ingénieur italien Giovanni Griffoni.

### Organisation
Comme les autres bastions du nouveau front Battant, le fort prend la forme côté campagne d'un bastion à orillons, typique du premier système de Vauban surmonté d'un cavalier. Côté ville, le fort comporte deux bastions à flancs simples. Des guérites en pierre sont placées aux angles des bastions. Le revêtement est intégralement en pierre. Le parapet est tout à fait classique côté campagne, composé d'un massif de terre avec un revêtement en pierre et une banquette, tandis que, côté ville, il n'est constitué que d'un mur percé d'embrasures (meurtrières et canonnières). Le cavalier est lui intégralement en terre.
L'accès au fort s'effectue à travers une porte percée côté ville dans son flanc gauche et dotée d'un pont-levis. Le fort est rattaché à la courtine du front Battant par deux murs de communications constitués d'un simple mur maçonné (non remparé).

Plan et profil du fort
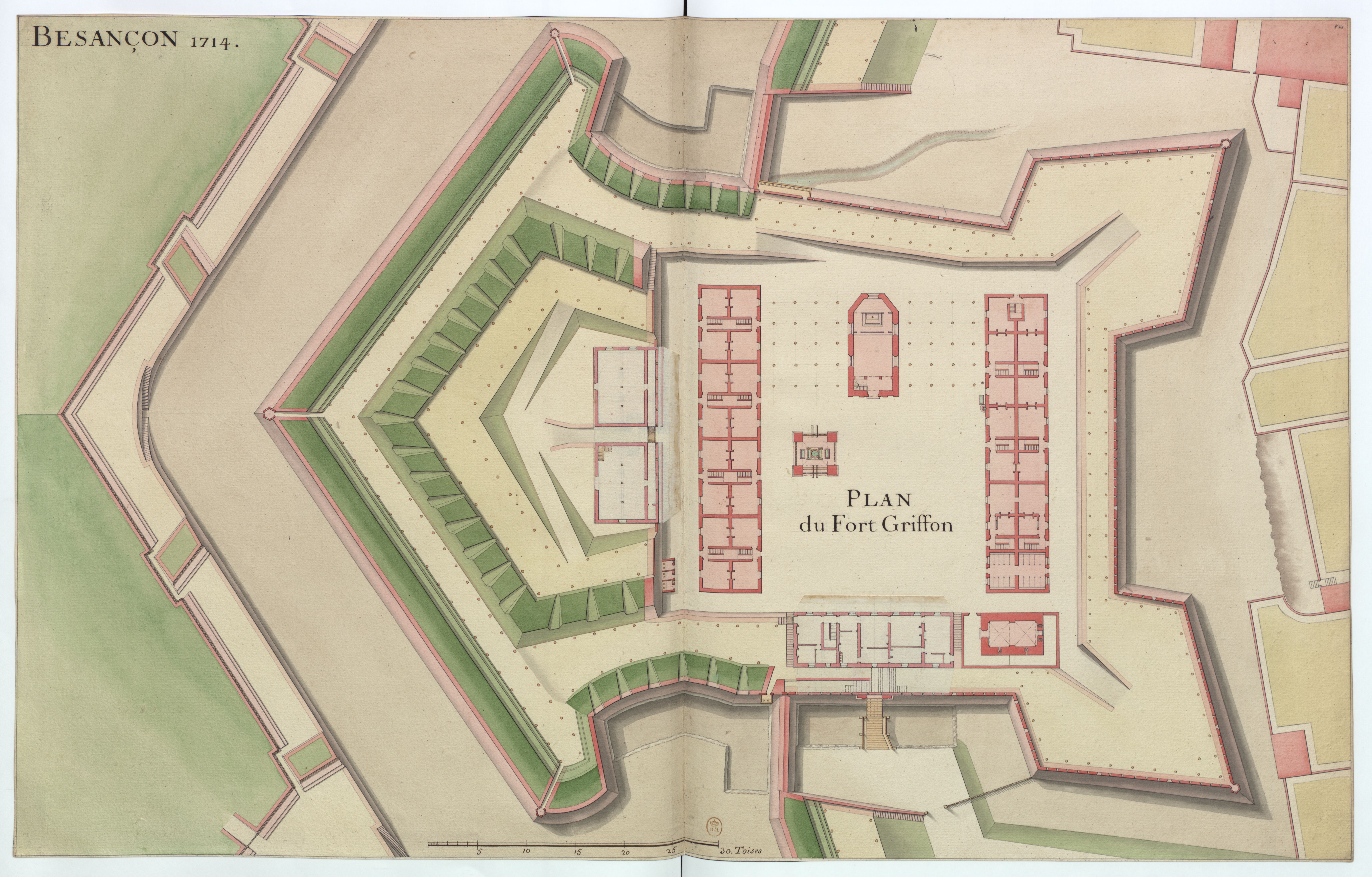
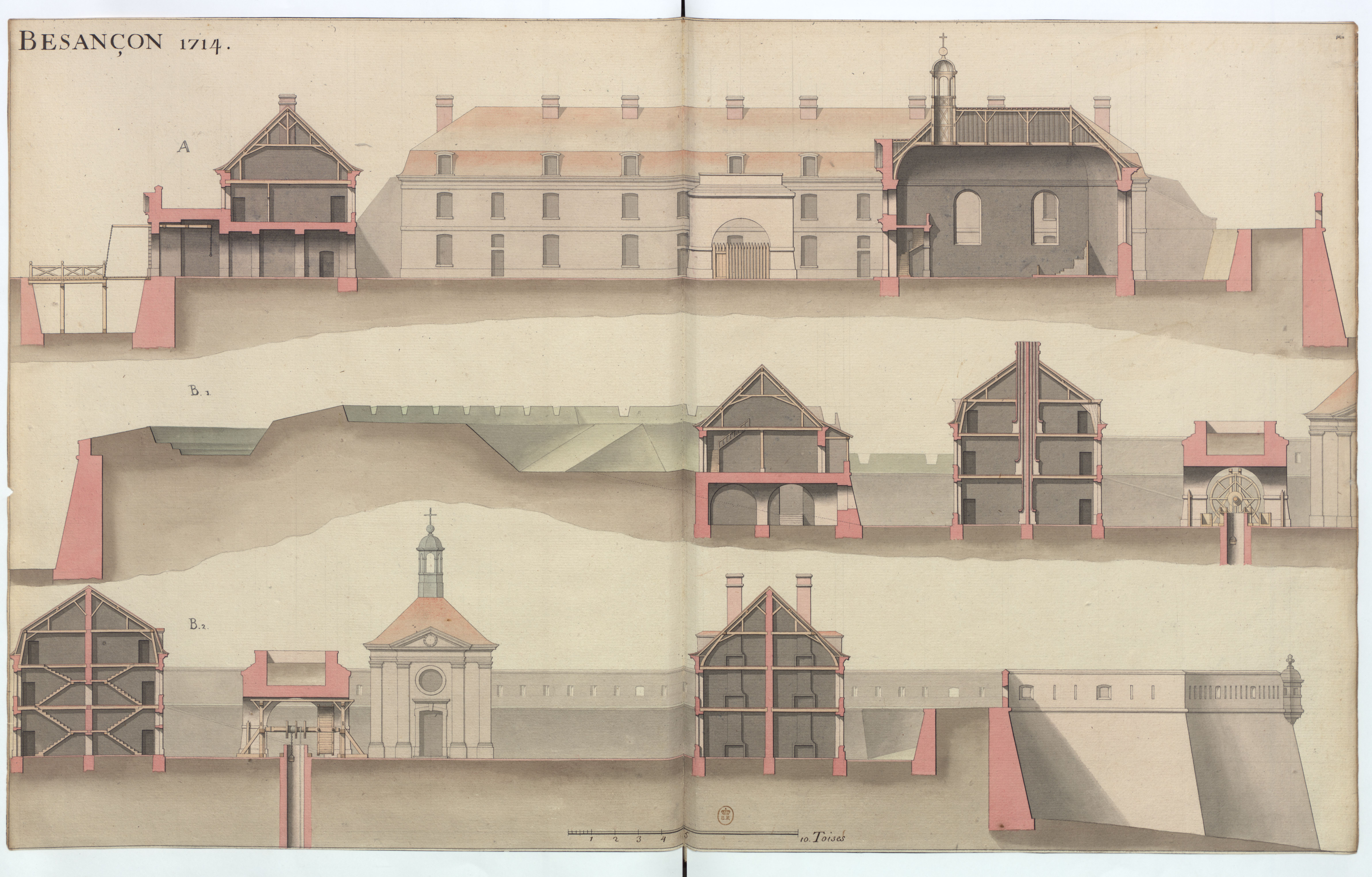

### Bâtiments
Le fort se compose de bâtiments disposés autour d'une cour centrale dont des casernements et un logement pour le commandant du fort, une chapelle, un puits, une citerne et un magasin à poudre.
Malgré l'importance stratégique de l'édifice (on le compare encore parfois à une seconde Citadelle) peu de témoignages, à part quelques écrits datant de 1731 qui racontaient les activités du fort et qui mentionnaient l'existence d'une garnison d'environ 140 hommes.

## DuXVIIIeauXXIesiècle
À partir de 1788, l'édifice est réaffecté et devient une prison d'État, avec ses cellules et sa guillotine. Le fort redevint finalement militaire jusqu'à la fin de la Seconde Guerre mondiale en 1945. En 1946, le département du Doubs rachète le monument et y installe l'École Normale d'Institutrices. L'architecte Tournier remania les lieux en prenant soins de conserver les bâtiments aux murs de pierre du XVIIe siècle, et depuis 1991, les lieux sont occupés par l’IUFM, devenu en 2013 l'École supérieure du professorat et de l'éducation qui a entièrement déménagée. Il fut classé monument historique en 1942 et classé au Patrimoine mondial de l'UNESCO en 2008, au sein du Réseau des sites majeurs de Vauban.

## Le fort aujourd'hui
À l'annexe du site se trouve un petit parc, avec quelques statues et des tunnels piétons, en plus de la verdure qui est très présente au sein du fort, un grand nombre d'arbres et de fleurs en tout genre viennent embellir le site. À noter qu'il existe un accès à un petit point de vue sur le centre-ville.

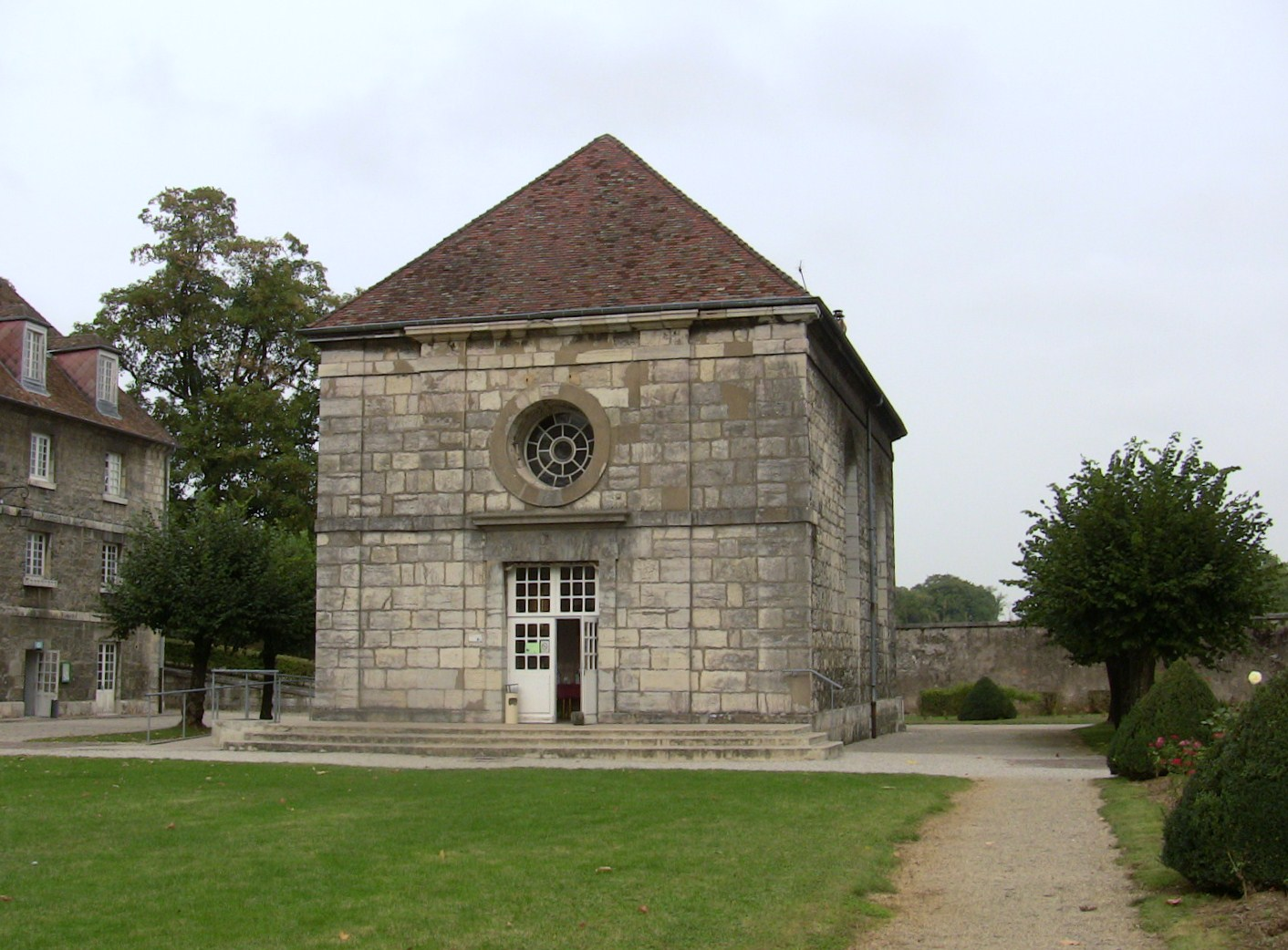
Il semblerait que ce bâtiment fut une chapelle
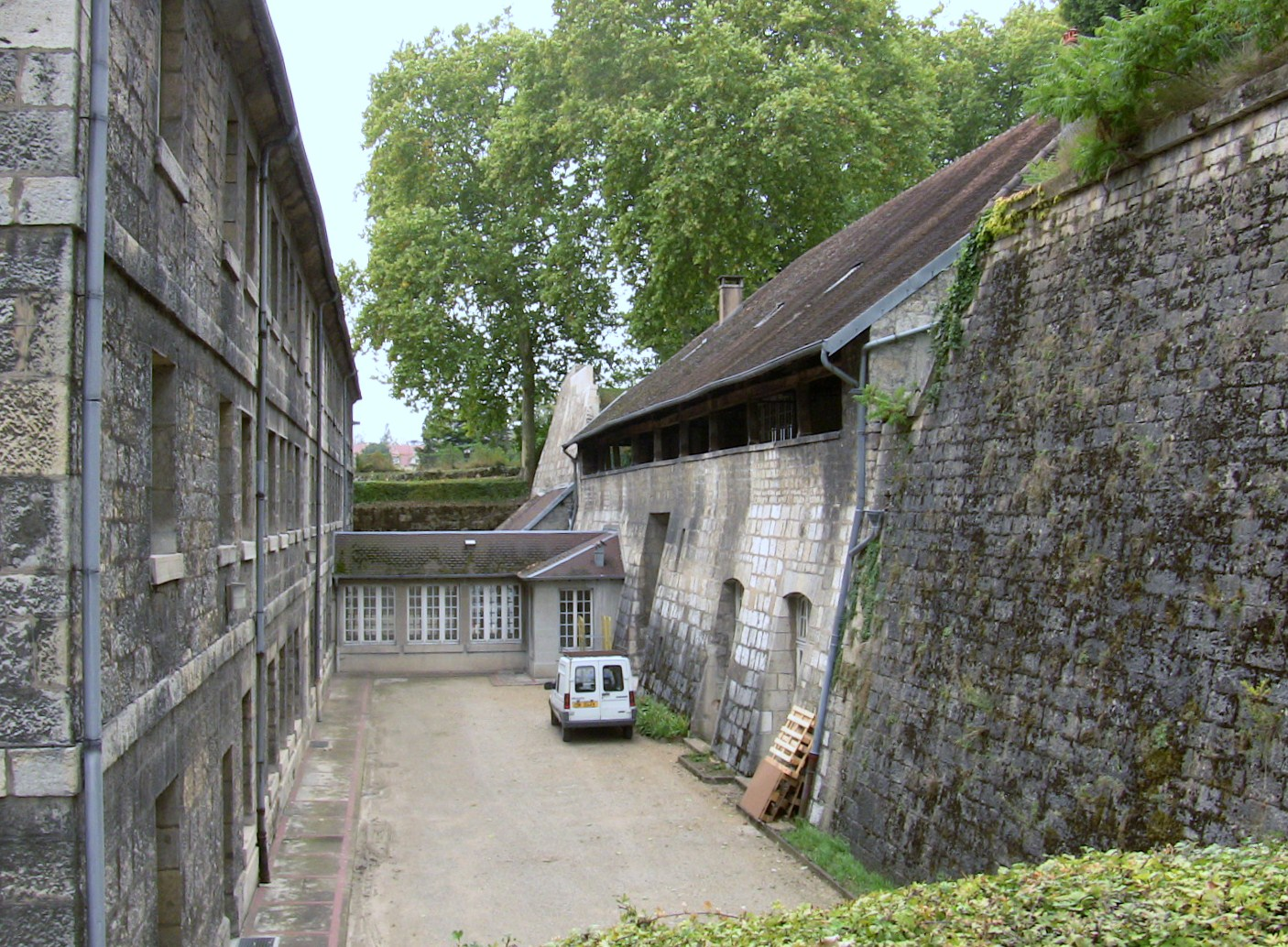
Un autre bâtiment du fort
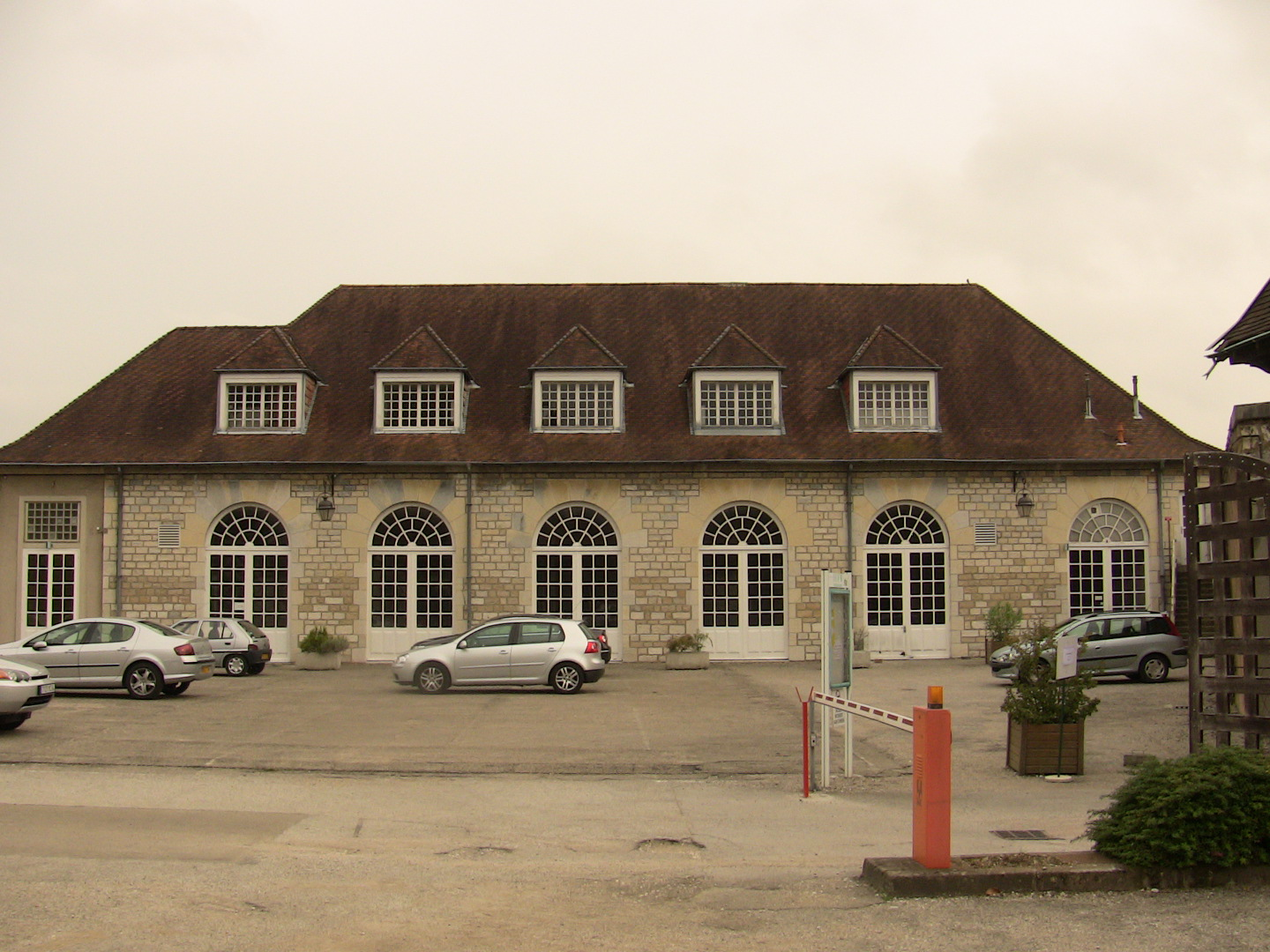
Le bâtiment à l'entrée du fort
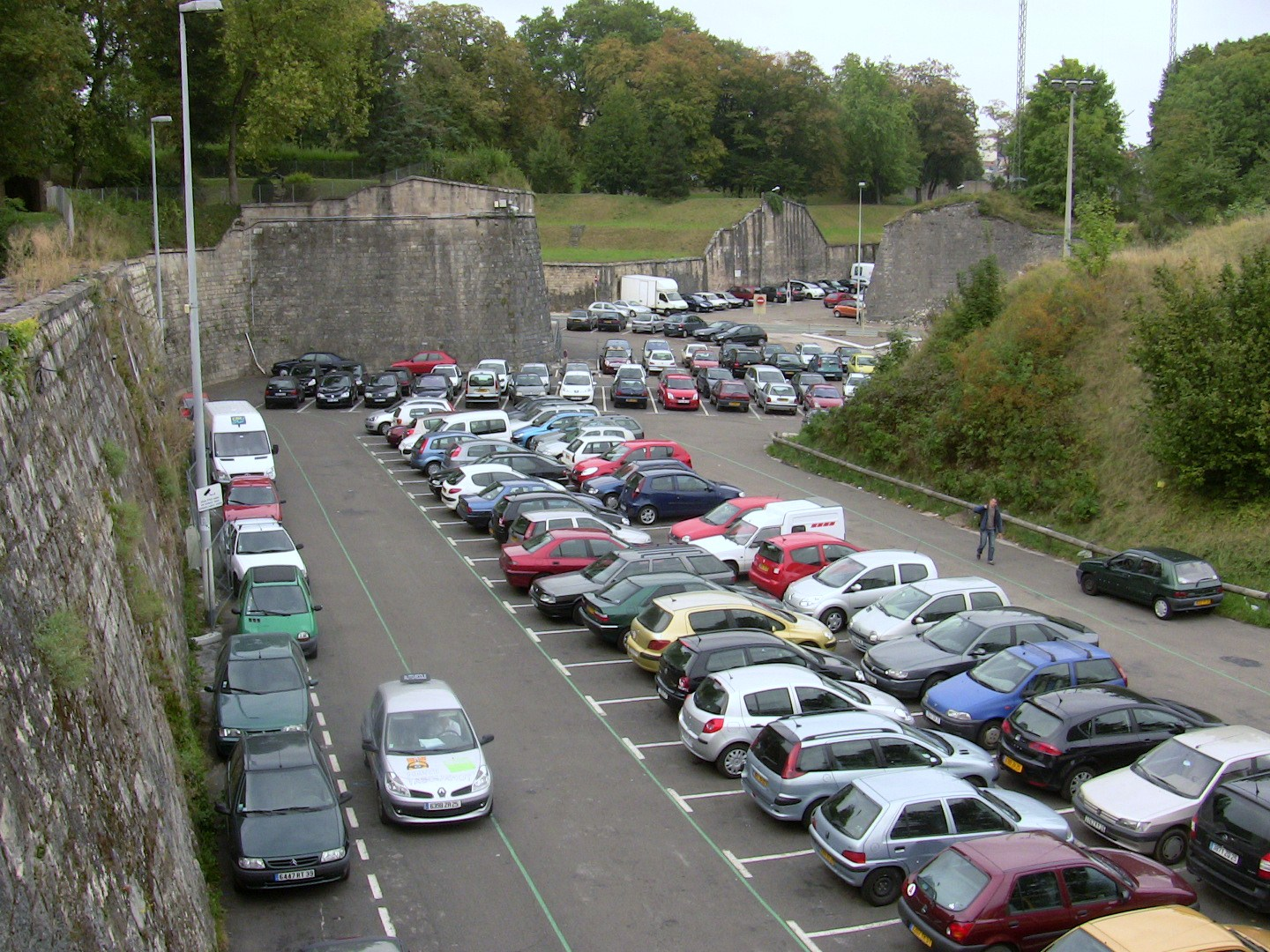
Les remparts, formant le parking Battant
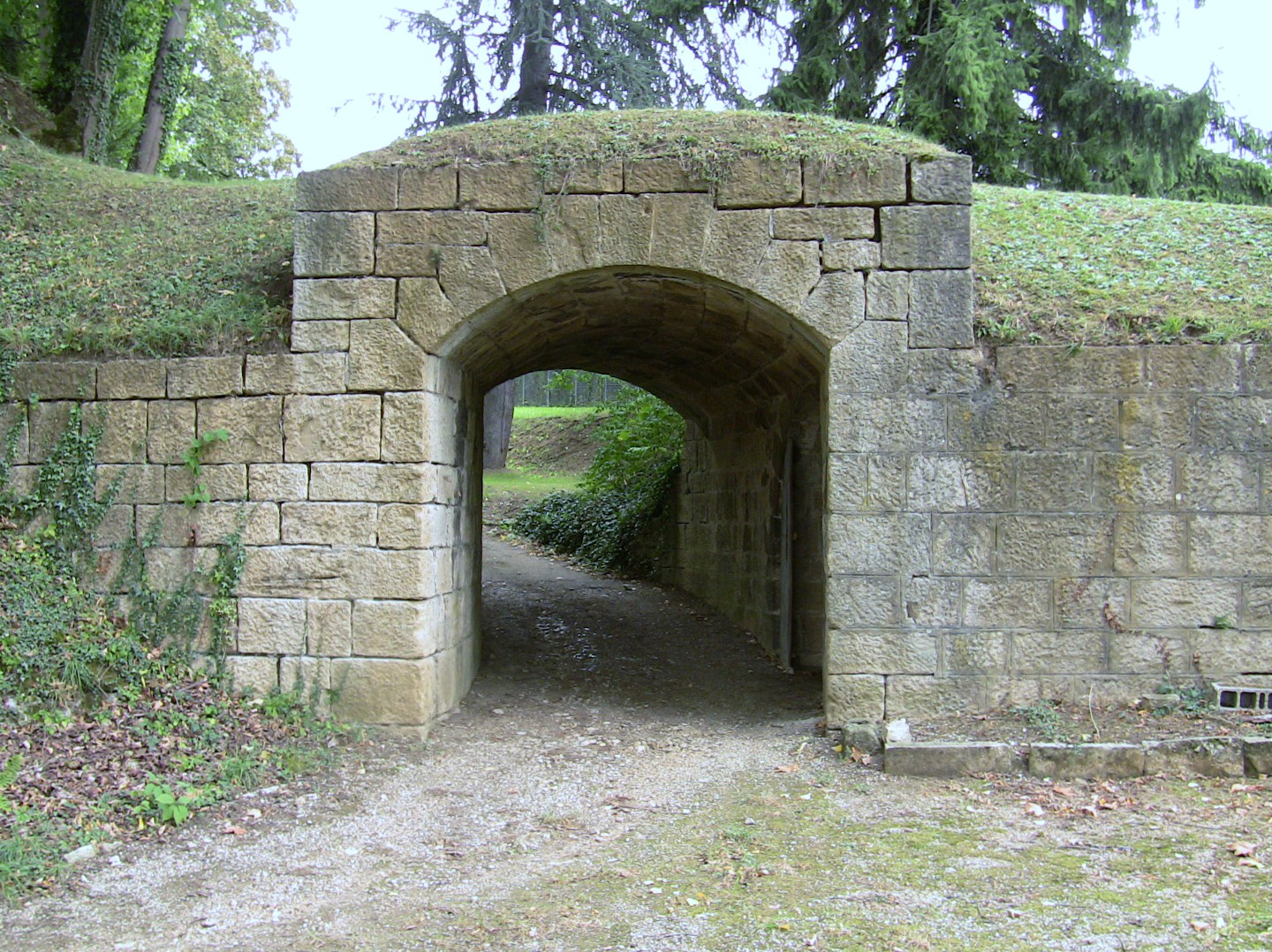
Un des trois « tunnels » piéton du parc
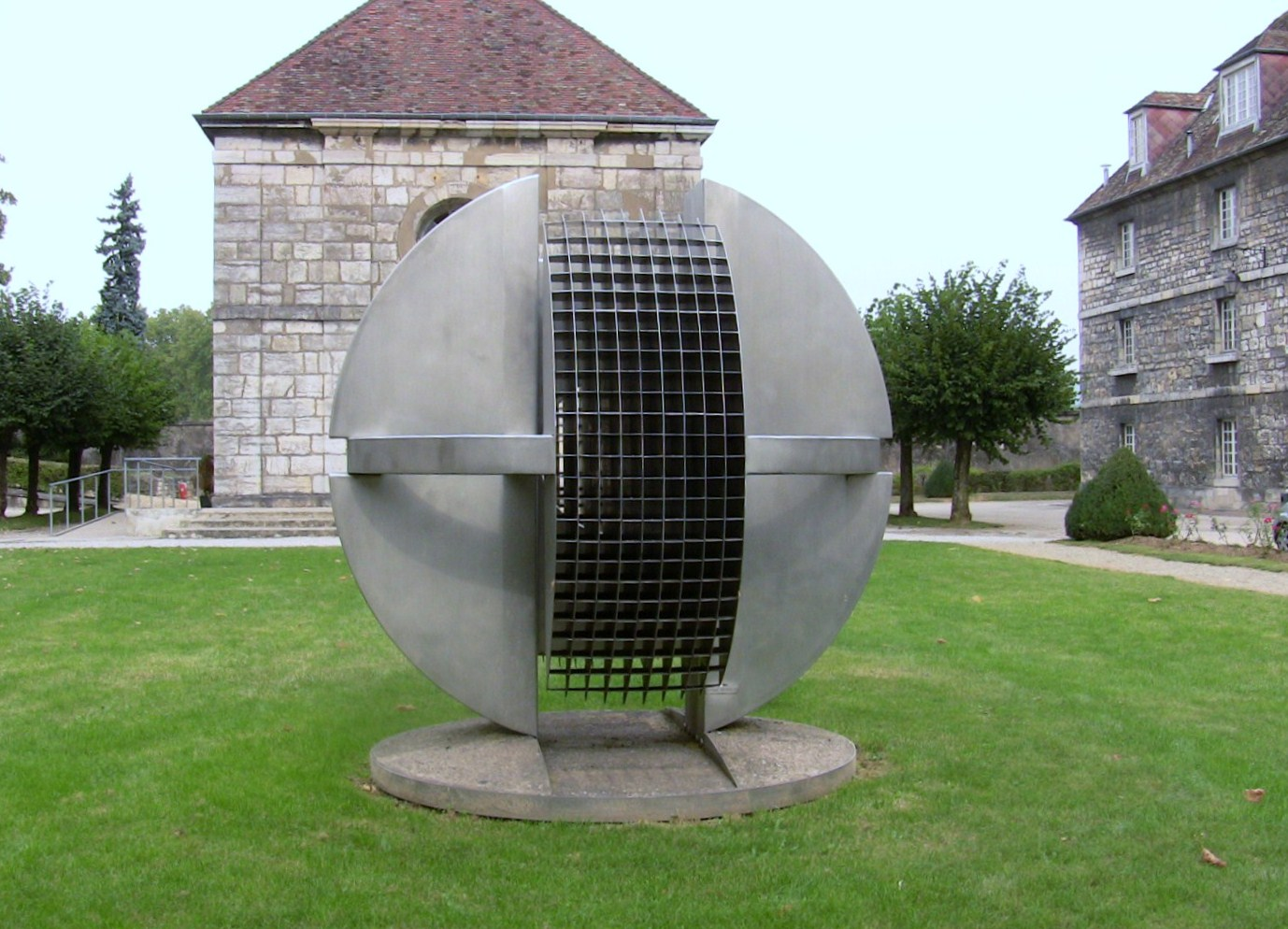
La statue de la cour centrale
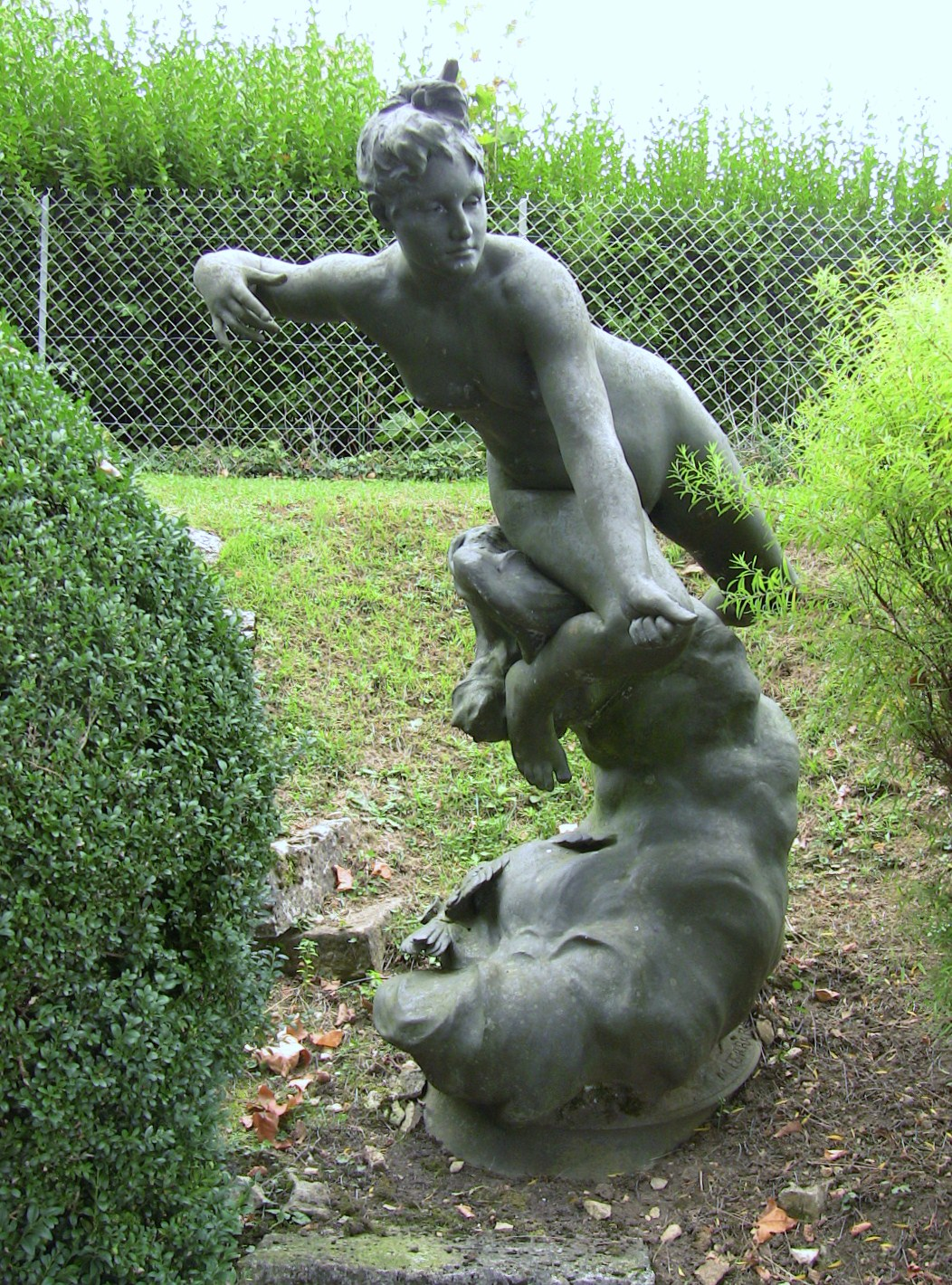
Une autre statue
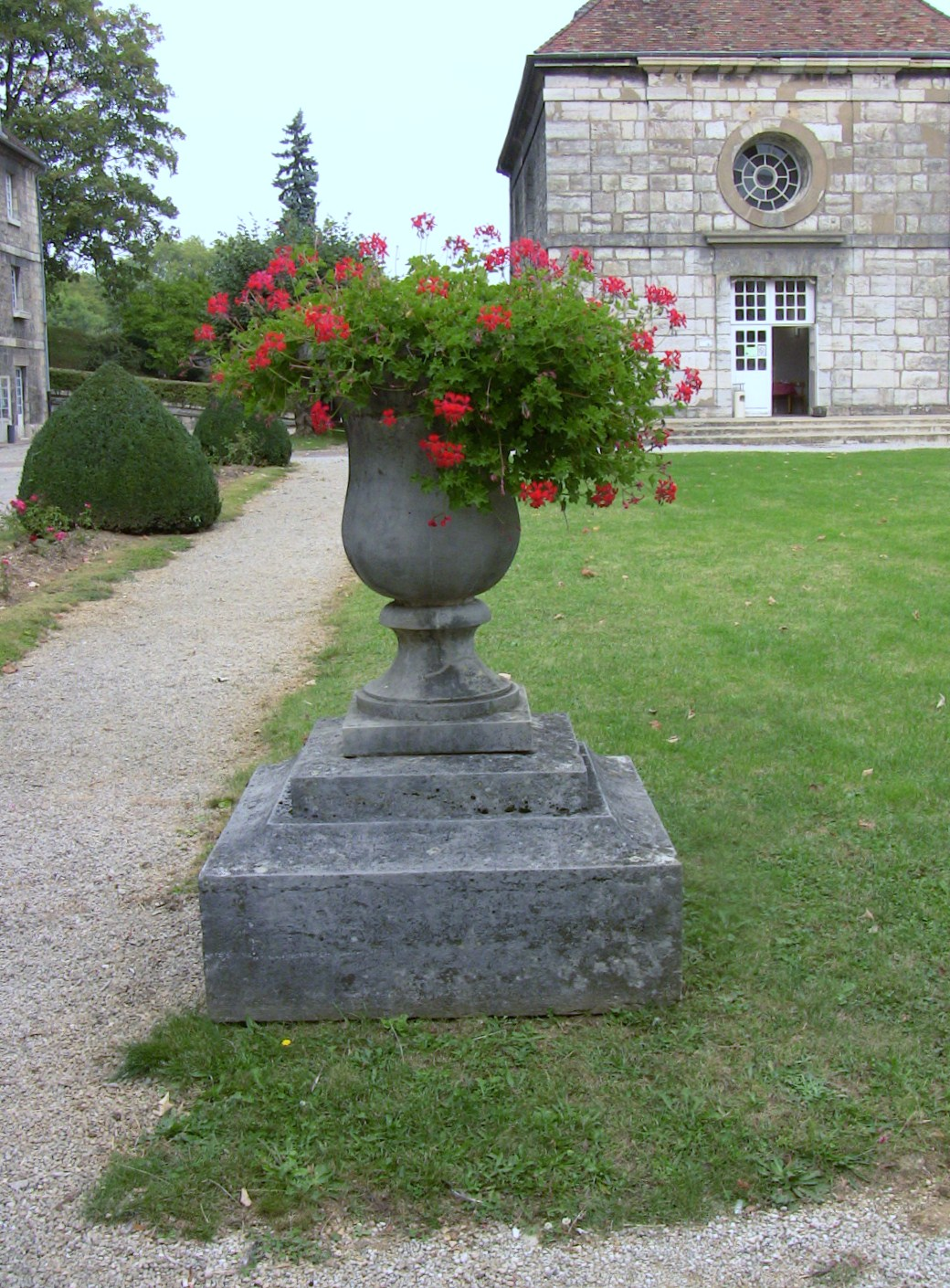
Un pot de fleur